# 黄花酢浆草
黄花酢浆草 （页面存档备份，存于）为酢浆草科酢浆草属下的一个种。

## 备注
1. ↑  酢浆：古代一种含有酸味的饮料。见《汉典》词条：【酢浆】。民间误将“浆”写作“酱”，查无根据，不宜采用。

## 扩展阅读
- 維基物種上的相關：黄花酢浆草
- 维基共享资源上的相關多媒體資源：黄花酢浆草